# Muhyiddin (sultan de Brunei)
Muhyiddin est le quinzième sultan de Brunei. Il règne de 1673 à sa mort en 1690.